# سقوط پی‌ای-۴۶ پایپر در ۲۰۱۹
سقوط پی‌ای-۴۶ پایپر در ۲۰۱۹(به انگلیسی: 2019 Piper PA-46 Malibu disappearance) یک پرواز به وسیله هواپیما پی‌ای-۴۶ پایپر از نانت به مقصد کاردیف بود که با ۱ مسافر و ۱ خدمه پرواز می کرد، که در تاریخ ۲۱ ژانویه ۲۰۱۹ در حین پرواز بر آلدرنی در جزایر مانش ناپدید شد، امیلیانو سالا بازیکنی که قصد پیوستن به کاردیف سیتی را داشت مسافر این پرواز بود .
امیلیانو سالا پیش از سقوط در یک پیام صوتی نسبت به سرنوشتش ابراز نگرانی کرده بود
در نهایت در تاریخ ۷ فوریه ۲۰۱۹ با پیدا شدن جسد سالا این پرونده مختومه شد